# Бібліотека № 16 для дітей (Київ)
Бібліотека № 16 для дітей Дніпровського району міста Києва.

## Адреса
02090 м.Київ вул. Празька, 24
Працює:
понеділок — п'ятниця — з 10-00 до 18-00;
суббота, неділя — вихідний день;
останній день місяця — санітарний

## Характеристика
Площа приміщення бібліотеки — 457 м², бібліотечний фонд — 18,7 тис. примірників. Щорічно обслуговує 3,6 тис. користувачів, кількість відвідувань за рік — 25,2 тис. книговидач — 72,0 тис. примірників.

## Історія бібліотеки
Бібліотека заснована в 1969 р. Фонд бібліотеки універсальний, налічує 18,7 тис. примірників з усіх галузей знань. З кожним роком до бібліотеки залучається все більше нових користувачів, розширюється коло партнерів бібліотеки.
Підрозділи бібліотеки:
- відділ обслуговування дошкільників та учнів 1-4 класів,
- відділ обслуговування учнів 5-9 класів.

Бібліотека активно працює в рамках авторських програм «У пошуках чарівного Книгограду», «Бібліокомпас у світі книг» по вихованню бібліотечно-інформаційної культури читачів та авторської програми з народознавства «Від народних джерел».
При бібліотеці працюють:
- гурток «Дивоцвіт», де всі охочі можуть навчитись виготовляти саморобки з паперу, бісеру, природних матеріалів тощо;
- група «Книжкова лікарня», під час занять якої діти ремонтують пошкоджені книги, виготовляють книжкові закладки, пам'ятки;
- гурток «Чарівні ляльки» — аматорський ляльковий театр, учасниками якого є юні користувачі бібліотеки;
- бібліотечний кінозал, в якому можна подивитись мультфільми, дитячі кінофільми, цікаво і весело провести час.